# Umbro (azienda)
Umbro è un produttore inglese di abbigliamento sportivo, in prevalenza calcistico. Nato nel 1920 a Wilmslow come compagnia indipendente, dal 2012 il marchio è di proprietà di Iconix Brand Group.
I suoi prodotti sono venduti in oltre novanta Paesi.

## Storia
L'azienda fu fondata nel 1920, a Wilmslow, nel Cheshire, come Humphrey Brothers Clothing. Nel 1924 tuttavia, cambiò il nome nell'attuale Umbro, contrazione di quello dei fondatori, Humphrey Brothers (fratelli Humphrey). Nel 1985, in Brasile, Umbro presentò il suo primo scarpino da calcio, che fu messo in commercio due anni dopo.
Umbro, a partire dagli anni ottanta, ha anche prodotto un popolare tipo di calzoncini, definiti per l'appunto Umbros, fatti di nylon, spesso in tinte vivaci e con una pratica fascia elastica. Concepiti in partenza come shorts integranti di un completo da calcio, diventarono molto popolari verso la fine del decennio, specie presso i giovani e adolescenti di ambo i sessi, anche come abbigliamento di tutti i giorni.
Negli anni novanta, la società ha trasferito la sua sede originale a Cheadle, in un nuovo quartier generale alla periferia di Manchester. Nell'ottobre 2007 Umbro è stata rilevata dalla Nike per 285 milioni di sterline. Cinque anni più tardi, nell'ottobre del 2012, l'azienda americana ha ceduto la Umbro a Iconix Brand Group per 225 milioni di dollari.

## Prodotti
Umbro produce ogni tipo di abbigliamento o accessorio sportivo, incluse tute da allenamento e scarpini da calcio.

## Sponsorizzazioni

Il della stagione 1983-1984, vestito da Umbro, festeggia la vittoria in Coppa dei Campioni.

Fin dalla sua fondazione, Umbro, come altre marche d'abbigliamento sportivo, ha fornito kit ufficiali per diverse squadre: prima a beneficiarne fu, nel 1934, il Manchester City, che proprio quell'anno vinse la FA Cup.
In seguito, i due rombi concentrici sono apparsi anche sulle divise di blasonati club quali gli argentini dell'Independiente, i brasiliani Flamengo, Santos e Vasco da Gama, i cileni Colo-Colo e Universidad de Chile, i francesi dell'Olympique Lione, gli inglesi Arsenal, Aston Villa, Chelsea, Derby County, Everton, Leeds Utd, Liverpool, Manchester Utd, Nottingham Forest, Tottenham e West Bromwich, gli italiani Atalanta, Bologna, Cagliari, Inter, Lazio, Napoli, Parma, Torino e Vicenza, gli olandesi Ajax, AZ Alkmaar, PSV e Twente, i peruviani dell'Universitario, i polacchi del Wisła Cracovia, i russi CSKA Mosca, Dinamo Mosca e Torpedo Mosca, gli scozzesi Celtic e Rangers, e gli spagnoli del Deportivo La Coruña.

Un'amichevole tra e nell'estate 1997, entrambe in maglie Umbro.

Oltre che dei club, Umbro ha prodotto i completi ufficiali anche di svariate nazionali di calcio, come il Brasile tetracampione del mondo nel 1994, l'Irlanda del Nord ai tempi di George Best, il Cile, la Colombia, l'Irlanda, il Messico, la Norvegia e la Scozia. Inoltre, ha fornito il pallone Ceramica per le edizioni 1996, 1998 e 2000 della coppa delle nazioni africane, nonché per le edizioni 1993 e 1996 della CONCACAF Gold Cup. Tuttavia, la sponsorizzazione più importante della Umbro è rimasto per lungo tempo l'Inghilterra, con cui ha stretto un sodalizio quasi ininterrotto per più di cinquant'anni.
In tempi recenti comunque, Umbro ha sofferto il crescente predominio delle concorrenti Nike, adidas, e in particolare Puma, che con una precisa strategia di mercato, ha scelto di sponsorizzare tutte le nazionali emergenti del panorama africano o mediorientale, limitando notevolmente la possibilità di trovare federazioni calcistiche nazionali ancora "sprovviste" di sponsor tecnico.
Sin dalla fondazione fu fornitore anche di squadre di rugby, degna di nota fu la fornitura delle maglie da gioco dei British and Irish Lions nei tour del 1966 e del 1971. Negli anni 80 veste le nazionali di Inghilterra, Scozia e Galles e sbarca anche nel rugby a 13. Dal 2020 torna sponsor tecnico della nazionale inglese.